# ناحیه بانات شمالی
ناحیه بانات شمالی (به صربی: North Banat District) یک روستا در صربستان است که در استان خودمختار وویوودینا واقع شده‌است. ناحیه بانات شمالی ۲٬۳۲۹ کیلومتر مربع مساحت و ۱۴۶٬۶۹۰ نفر جمعیت دارد.